# Trota fario

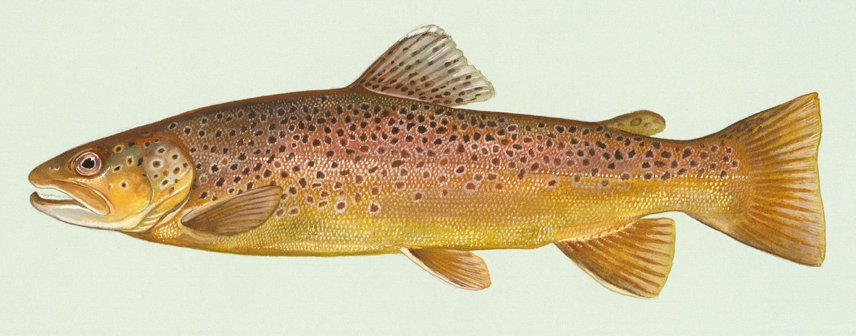
Trota atlantica con livrea "fario"

Col nome di trota fario viene indicata una delle possibili forme che può assumere la livrea delle trote del genere Salmo, e in particolare della specie Salmo trutta, quando queste costituiscono popolazioni stanziali in acque correnti. Considerata in passato come una sottospecie della S. trutta, la trota fario è in realtà soltanto uno dei possibili morfismi della specie, insieme alla trota "lacustre" e alla trota "di mare". Tale fenotipo si ritrova tipicamente nelle popolazioni che abitano la parte superiore dei fiumi, con acque limpide, correnti e ben ossigenate.

## Etimologia
L'origine del termine fario non è del tutto chiara, ma il termine si trova in latino partire dall'epoca tardo antica per identificare le trote di fiume che popolano la Garonna in Aquitania e la Mosella in Gallia, e poi più in generale i fiumi atlantici tra Spagna e Francia, in modo da distinguerle dal salmone e dalla trota anadroma di mare (chiamati invece salmo e salar). Per alcuni il termine originario era sario, di derivazione celtica, e la forma fario si dovrebbe a un errore di copiatura (falsa lectio) dei manoscritti.

## Habitat
La forma "fario" è considerata la più comune livrea delle trote in Europa, poiché si può osservare in quasi tutte le popolazioni stanziali che popolano i fiumi tributari dell'Oceano Atlantico, riconducibili alla specie Salmo trutta. Essendo stata oggetto di domesticazione e allevamento almeno a partire dal 1850, la forma fario di questa specie è stata anche quella maggiormente immessa nelle acque di tutta l'Europa centro-meridionale, nonché in tutti gli altri continenti (Asia, Nord-Africa, America del Nord e del Sud, e persino Sudafrica, Nuova Zelanda e isole dell'Oceano Antartico come le Kerguelen (Territori francesi meridionali). Abita in acque veloci e torrentizie, fredde, limpide e ben ossigenate dei torrenti di montagna o d'alta collina. Quando viene a trovarsi all'interno di laghi acquisisce velocemente l'aspetto della forma "lacustre".
Livree riconducibili alla forma fario, seppur con le dovute differenze interspecifiche e interpopolazionali, si rinvengono anche in altre specie del genere Salmo, come le trote mediterranee (p.es. Salmo ghigii propria della regione peninsulare italiana, soprattutto presso le popolazioni appenniniche). Altre popolazioni della trota mediterranea peninsulare, così come quelle della trota siciliana (Salmo cettii) presentano invece una livrea caratteristica e differente, chiamata "macrostigma".

## Descrizione

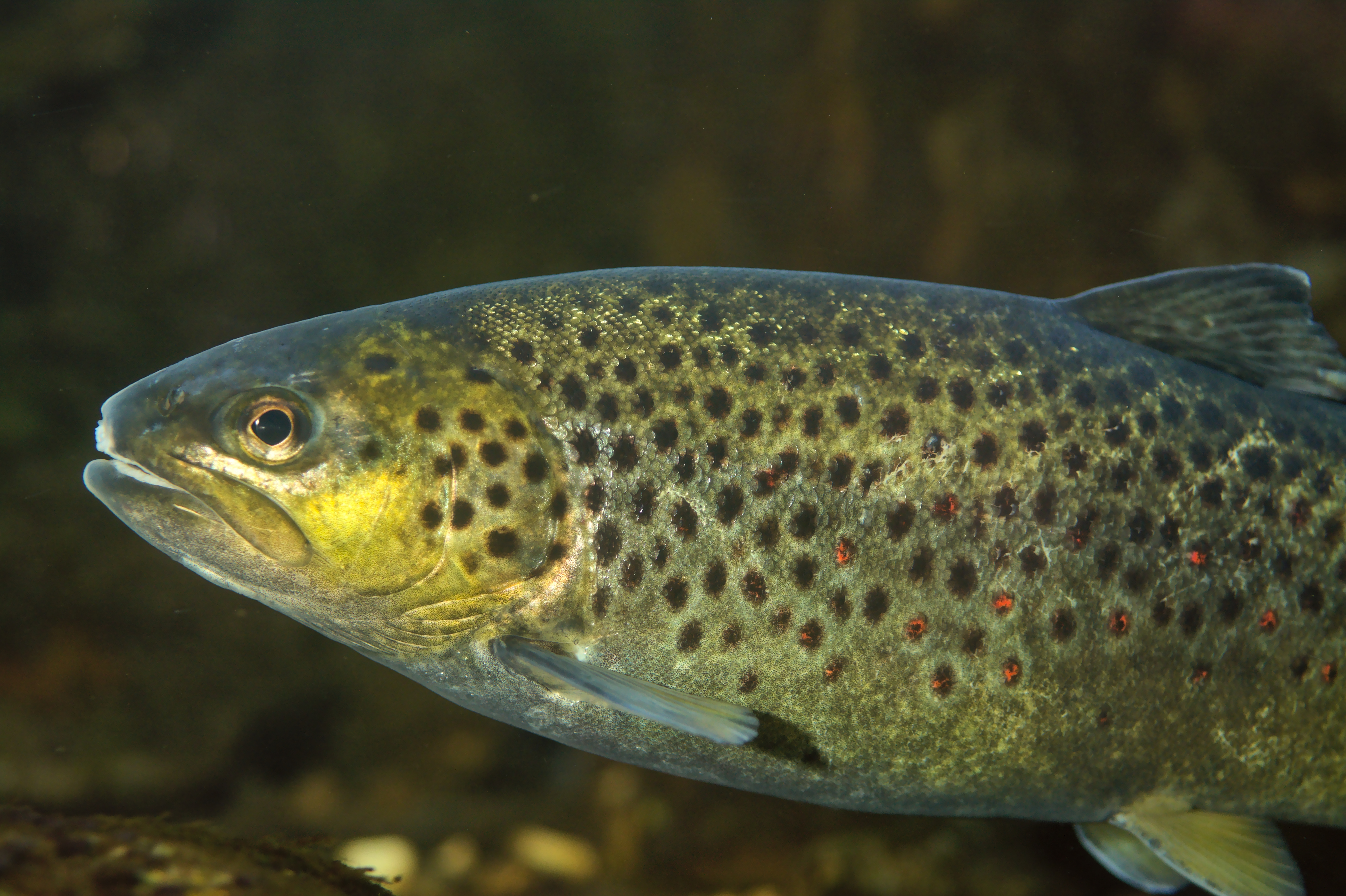
una tipica trota "fario"

Il corpo delle trote della forma fario è poco allungato, compresso ai fianchi e con poche scaglie, provvisto di testa robusta, acuminata verso la mascella, con occhi di un dorato intenso. Le pinne sono robuste.
La livrea è estremamente variabile per mimetizzarsi con l'ambiente circostante: il dorso va dal bruno al grigio argenteo, i fianchi sono grigio-giallastri, il ventre tende al bianco-giallo chiaro. Tipiche sono le chiazze rotonde nere sul dorso e soprattutto quelle rosso vivo (o brune) sui fianchi, disposte ordinatamente in senso orizzontale. Le pinne pettorali e ventrali sono giallastre, le altre tendenti al grigio.
La lunghezza media varia solitamente nei corsi d'acqua in cui vive. Nei piccoli rii montani non supera quasi mai i 30 cm di lunghezza e i 3 hg di peso, nei torrenti più grossi e nei fondovalle degli stessi e nei laghi, dove c'è più ricchezza di ittiofauna, alcuni esemplari possono raggiungere pesi ragguardevoli pari anche a 5–7 kg con lunghezza massima di 1 m.

## Pesca
Viene catturata soprattutto da pescatori sportivi con la tecnica della pesca al tocco, della pesca a mosca e della pesca a spinning. Le carni sono assai apprezzate, fra le migliori tra quelle dei pesci d'acqua dolce italiani. È una preda apprezzata, inoltre, per la sua sospettosità e scaltrezza, che richiedono un'attenzione massima sia nell'azione di pesca che nell'avvicinamento al luogo dove la pesca verrà effettuata.
Oltre alla pesca con gli artificiali (cucchiaino rotante e ondulante, pesciolino finto, ecc.) la trota fario si pesca con le esche naturali. La trota è un predatore, di conseguenza si cattura con le camole del miele, della farina, della tipula, con il verme di terra, il verme di acqua dolce e in particolar modo con il pesce morto o vivo di acqua dolce e anche di mare, che non deve superare i 5 cm di lunghezza in modo che possa essere innescato sull'amo più facilmente. La trota fario è un piatto cucinato in Alto Adige e Austria, dove viene affumicata come il salmone con trattamenti molto particolari.